# Велики Будићи
Велики Будићи су насељено место у саставу града Пакраца, у западној Славонији, Република Хрватска.

## Становништво
На попису становништва 2011. године, Велики Будићи су имали 4 становника.
| Националност       | 1991.       |
| Срби               | 54 (98,18%) |
| Хрвати             | 0           |
| Југословени        | 1 (1,81%)   |
| остали и непознато | 0           |
| Укупно             | 55          |